# Gaibulus schubarti
Genre
Espèce
Gaibulus schubarti, unique représentant du genre Gaibulus, est une espèce d'opilions laniatores de la famille des Stygnidae.

## Distribution
Cette espèce est endémique du Pernambouc au Brésil. Elle se rencontre vers Gaibu et Goiana.

## Description
Le mâle syntype mesure 2,5 mm.

## Étymologie
Cette espèce est nommée en l'honneur d'Otto Schubart.

## Publication originale
- Roewer, 1943 : « Über Gonyleptiden. Weitere Weberknechte (Arachn., Opil.) XI. » Senckenbergiana, vol. 26, p. 12–68.